# Chicago Med (8.ª temporada)
A oitava temporada da série de televisão dramática estadounidense Chicago Med foi encomendada em 27 de fevereiro de 2020, pela NBC, estreou em 21 de setembro de 2022 e foi finalizada em 24 de maio de 2023, contando com 22 episódios. A temporada foi produzida pela Universal Television em associação com a Wolf Entertainment, com Dick Wolf como produtor executivo e Diane Frolov, Andrew Schneider, Stephen Hootstein, Derek Haas, Arthur Forney, Matt Olmstead, Michael Brandt e Peter Jankowski como produtores. A temporada foi ao ar na temporada de transmissão de 2022-23 às noites de quarta-feira às 20h, horário do leste dos EUA.
Esta é a última temporada a contar com Guy Lockard no elenco principal, uma das últimas adições ao elenco. Lockard havia entrado na série na temporada anterior e a deixa no primeiro episódio. É também a última temporada a contar com os membros do elenco original Brian Tee e Nick Gehlfuss. O enredo da saída do personagem de Tee, Dr. Ethan Choi, trouxe de volta a série a também original Yaya DaCosta, que teve participações recorrentes na temporada como April Sexton, enquanto a saída do personagem de Gehlfuss trouxe de volta Torrey DeVitto como a Dra. Natalie Manning.
A oitava temporada estrela Nick Gehlfuss como Dr. Will Halstead, Brian Tee como Dr. Ethan Choi, Dominic Rains como Dr. Crockett Marcel, Marlyne Barrett como Maggie Lockwood, Guy Lockard como Dr. Dylan Scott, Jessy Schram como Dra. Hannah Asher, S. Epatha Merkerson como Sharon Goodwin, Oliver Platt como Dr. Daniel Charles e Steven Weber como Dr. Dean Archer.

## Elenco e personagens

### Principal
- Nick Gehlfuss como Dr. Will Halstead
- Brian Tee como Dr. Ethan Choi[a]
- Dominic Rains como Dr. Crockett Marcel
- Marlyne Barrett como Maggie Lockwood
- Guy Lockard como Dr. Dylan Scott[b]
- Jessy Schram como Dra. Hannah Asher
- S. Epatha Merkerson como Sharon Goodwin
- Oliver Platt como Dr. Daniel Charles
- Steven Weber como Dr. Dean Archer[c]

### Recorrente
- Sasha Roiz como Jack Dayton
- Asjha Cooper como Dra. Vanessa Taylor
- Lilah Richcreek Estrada como Dra. Nellie Cuevas
- Devin Kawaoka como Dr. Kai Tanaka-Reed
- Connor Perkins como Dr. Zach Hudgins
- Brennan Brown como Dr. Samuel Abrams
- Yaya DaCosta como April Sexton
- Charles Malik Whitfield como Ben Campbell

### Crossover
- Taylor Kinney como tenente Kelly Severide (De Chicago Fire)
- Kara Killmer como paramédica Sylvie Brett (De Chicago Fire)
- David Eigenberg como tenente Christopher Herrmann (De Chicago Fire)
- Alberto Rosende como Bombeiro Blake Gallo (De Chicago Fire)
- Tracy Spiridakos como Detetive Hailey Upton (De Chicago P.D.)
- Marina Squerciati como Oficial Kim Burgess (De Chicago P.D.)

Notas
1. ↑  Brian Tee é creditado até o nono episódio
2. ↑  Guy Lockard é creditado apenas no primeiro episódio
3. ↑  Steven Weber é creditado como "Special Guest Star"

## Episódios
| N.º na série | N.º na temp. | Título                                                  | Dirigido por         | Escrito por | Exibição original       | Audiência (milhões) |
| --- | ------------ | ------------------------------------------------------- | -------------------- | --- | ----------------------- | ------------------- |
| 142 | 1            | "How Do You Begin to Count the Losses"                  | Michael Pressman     | Diane Frolov & Andrew Schneider                                                                                   | 21 de setembro de 2022  | 6.59                |
| Após o final da 7ª temporada, Will e Dylan são salvos do incêndio no apartamento. No entanto, a namorada de Dylan, Jo, falece devido aos ferimentos, deixando Dylan arrasado. A pessoa que cometeu incêndio criminoso no apartamento é presa posteriormente. Enquanto isso, Ethan recebe uma visita surpresa. |              |                                                         |                      | |                         |                     |
| 143 | 2            | "(Caught Between) The Wrecking Ball and the Butterfly"  | Nicole Rubio         | História por : Stephen Hootstein & Danny Weiss Roteiro por : Stephen Hootstein                                    | 28 de setembro de 2022  | 6.49                |
| Will trata uma mãe e seu filho por ferimentos em um acidente de carro, mas a mãe recusa o tratamento. |              |                                                         |                      | |                         |                     |
| 144 | 3            | "Winning the Battle, but Still Losing the War"          | Charles Carroll      | História por : Meridith Friedman & Gabrielle Fulton Ponder Roteiro por : Meridith Friedman & Ryan Michael Johnson | 5 de outubro de 2022    | 6.75                |
| Dr. Charles conversa e tenta ajudar um paciente que está lidando com esquizofrenia. Enquanto isso, o Dr. Marcel lida com um paciente com lesão na coluna. Dra. Asher está chateada com Dr. Choi por ele mentir para ela depois que um paciente solicitou outra enfermeira devido ao seu passado. |              |                                                         |                      | |                         |                     |
| 145 | 4            | "The Apple Doesn't Fall Far from the Teacher"           | Nicole Rubio         | Daniel Sinclair                                                                                                   | 12 de outubro de 2022   | 6.58                |
| Dr. Marcel ajuda um maquinista dentro do trem depois que ele descarrila dentro da estação de metrô. Enquanto isso, o Dr. Charles leva seu terapeuta ao hospital depois que ele desmaia em uma mesa de centro. Mais tarde, Goodwin informa a Halstead que há um depósito do remédio de que ele precisa para seu paciente. A Dra. Vanessa diz a Halstead que há outra maneira de conseguir o remédio, mas se recusa, temendo que ambos percam a licença médica e vão para a prisão. Mais tarde, Halstead decide dar o remédio ao paciente, mas diz a Vanessa que eles devem manter segredo. |              |                                                         |                      | |                         |                     |
| 146 | 5            | "Yep, This is the World We Live In"                     | X. Dean Lim          | Eli Talbert | 19 de outubro de 2022   | 6.88                |
| Ethan fica surpreso ao ver April novamente depois que ela leva sua amiga ao pronto-socorro para tratamento. Enquanto isso, a paciente de Vanessa recusa o tratamento e começa a atacar todos no pronto-socorro. Dr. Marcel quer fazer um transplante de pulmão para seu paciente depois que seus pulmões foram danificados porque o paciente inalou a fumaça das baterias quando o trem descarrilou. |              |                                                         |                      | |                         |                     |
| 147 | 6            | "Mamma Said There Would Be Days Like This"              | Tim Busfield         | Gabriel L. Feinberg & Lily Dahl                                                                                   | 2 de novembro de 2022   | 6.58                |
| Dr. Marcel está sendo entrevistado pela mídia depois de salvar o maquinista duas vezes do descarrilamento do trem. Dr. Charles fala com sua paciente que está passando por um momento difícil depois de ter seu bebê recentemente. A paciente do Dr. Halstead quer que o Dr. Marcel faça a cirurgia em seu braço, mas sai durante o procedimento que o Dr. Halstead o repreende. |              |                                                         |                      | |                         |                     |
| 148 | 7            | "The Clothes Make the Man... Or Do They?"               | Anthony Nardolillo   | Stephen Hootstein & Danny Weiss                                                                                   | 9 de novembro de 2022   | 5.98                |
| Médicos e enfermeiros estão numa situação em que estão sem batas, por estarem na lavandaria |              |                                                         |                      | |                         |                     |
| 149 | 8            | "Everyone's Fighting a Battle You Know Nothing About"   | Jonathan Brown       | Meridith Friedman & Gabrielle Fulton Ponder                                                                       | 16 de novembro de 2022  | 6.73                |
| 150 | 9            | "This Could Be the Start of Something New"              | Nicole Rubio         | Diane Frolov & Andrew Schneider                                                                                   | 7 de dezembro de 2022   | 6.64                |
| 151 | 10           | "A Little Change Might Do Some Good"                    | Bethany Rooney       | Daniel Sinclair & Ryan Michael Johnson                                                                            | 4 de janeiro de 2023    | 6.76                |
| 152 | 11           | "It Is What It Is, Until It Isn't"                      | Benny Boom           | História por : Conor Patrick Hogan Roteiro por : Eli Talbert                                                      | 11 de janeiro de 2023   | 6.80                |
| 153 | 12           | "We All Know What They Say About Assumptions"           | Carl Weathers        | Gabriel L. Feinberg & Lily Dahl                                                                                   | 18 de janeiro de 2023   | 6.95                |
| 154 | 13           | "It's an Ill Wind That Blows Nobody Good"               | Afia Nathaniel       | Stephen Hootstein & Danny Weiss                                                                                   | 15 de fevereiro de 2023 | 6.74                |
| 155 | 14           | "On Days Like Today... Silver Linings Become Lifelines" | Nicole Rubio         | Meridith Friedman & Gabrielle Fulton Ponder                                                                       | 22 de fevereiro de 2023 | 6.52                |
| 156 | 15           | "Those Times You Have to Cross the Line"                | Milena Govich        | Daniel Sinclair & Ryan Michael Johnson                                                                            | 1 de março de 2023      | 6.57                |
| 157 | 16           | "What You See Isn't Always What You Get"                | Tim Busfield         | Eli Talbert & Danny Weiss                                                                                         | 22 de março de 2023     | 6.60                |
| 158 | 17           | "Know When to Hold and When to Fold"                    | Brian Tee            | Gabriel L. Feinberg & Lily Dahl                                                                                   | 29 de março de 2023     | 6.57                |
| 159 | 18           | "I Could See the Writing on the Wall"                   | Oz Scott             | Meridith Friedman & Gabrielle Fulton Ponder                                                                       | 5 de abril de 2023      | 6.40                |
| 160 | 19           | "Look Closely and You Might Hear the Truth"             | Tess Malone          | Stephen Hootstein & Daniel Sinclair                                                                               | 3 de maio de 2023       | 5.85                |
| 161 | 20           | "The Winds of Change Are Starting to Blow"              | Nikki Taylor-Roberts | Eli Talbert & Danny Weiss                                                                                         | 10 de maio de 2023      | 5.45                |
| 162 | 21           | "Might Feel Like It's Time for a Change"                | Bethany Rooney       | Meridith Friedman & Ryan Michael Johnson                                                                          | 17 de maio de 2023      | 5.61                |
| 163 | 22           | "Does One Door Close and Another One Open?"             | Nicole Rubio         | Diane Frolov & Andrew Schneider                                                                                   | 24 de maio de 2023      | 5.55                |

## Produção

### Desenvolvimento
Em 27 de fevereiro de 2020, foi anunciado que a NBC havia renovado Chicago Med até a oitava temporada. As filmagens da temporada começaram em 19 de julho de 2022, em Chicago.

### Casting
Em 25 de agosto de 2022, foi anunciado pelo Deadline que Sasha Roiz e Lilah Richcreek Estrada se juntariam ao elenco recorrente, com Roiz definido para retratar Jack Egan, um homem multimilionário renascentista, enquanto Richcreek Estrada interpretaria Nellie Cuevas, uma psicóloga que trabalha ao lado do Dr. Charles. Em 20 de dezembro de 2022, foi anunciado que T.V. Carpio se juntaria ao elenco recorrente da oitava temporada interpretando a Dra. Grace Song, uma nova médica contratada por Jack Dayton (Sasha Roiz).
Em 21 de setembro de 2022, foi anunciado que a membro de longa data da série Yaya DaCosta retornaria na oitava temporada, desempenhando um papel recorrente. Também foi anunciado a saída de Guy Lockard e Sarah Rafferty, que haviam entrado na série na temporada anterior. Em 12 de outubro de 2022, a NBC anunciou que Tee deixaria a série após oito temporadas, com o nono episódio "Could Be The Start Of Something New" sendo o seu último. No entanto, assim como Jesse Lee Soffer, que também deixou a franquia Chicago, Tee retornará à série para dirigir o episódio 16, a ser exibido em 2023. Em 2 de novembro de 2022, foi anunciado a saída de Asjha Cooper, a intérprete da Dra. Vanessa Taylor, que era parte do elenco recorrente desde a sexta temporada.

## Recepção

### Audiência
| №  | Título                                                  | Exibição original       | Rating/share (18–49) | Audiência (em milhões) | DVR (18–49) | Audiência em DVR (milhões) | Total (18–49) | Audiência total (em milhões) |
| -- | ------------------------------------------------------- | ----------------------- | -------------------- | ---------------------- | ----------- | -------------------------- | ------------- | ---------------------------- |
| 1  | "How Do You Begin to Count the Losses"                  | 21 de setembro de 2022  | 0.7                  | 6.59                   | 0.4         | 2.44                       | 1.1           | 9.03                         |
| 2  | "(Caught Between) The Wrecking Ball and the Butterfly"  | 28 de setembro de 2022  | 0.6                  | 6.49                   | 0.3         | 2.14                       | 0.9           | 8.62                         |
| 3  | "Winning the Battle, but Still Losing the War"          | 5 de outubro de 2022    | 0.6                  | 6.75                   | 0.3         | 2.03                       | 0.9           | 8.77                         |
| 4  | "The Apple Doesn't Fall Far from the Teacher"           | 12 de outubro de 2022   | 0.6                  | 6.58                   | 0.3         | 1.99                       | 0.8           | 8.57                         |
| 5  | "Yep, This is the World We Live In"                     | 19 de outubro de 2022   | 0.6                  | 6.88                   | 0.3         | 1.94                       | 0.9           | 8.82                         |
| 6  | "Mamma Said There Would Be Days Like This"              | 2 de novembro de 2022   | 0.6                  | 6.58                   | 0.3         | 1.99                       | 0.8           | 8.57                         |
| 7  | "The Clothes Make the Man... Or Do They?"               | 9 de novembro de 2022   | 0.6                  | 5.98                   | 0.3         | 2.724                      | 0.9           | 8.22                         |
| 8  | "Everyone's Fighting a Battle You Know Nothing About"   | 16 de novembro de 2022  | 0.6                  | 6.73                   | 0.3         | 2.14                       | 0.9           | 8.87                         |
| 9  | "This Could Be the Start of Something New"              | 7 de dezembro de 2022   | 0.6                  | 6.64                   | 0.2         | 1.64                       | 0.8           | 8.28                         |
| 10 | "A Little Change Might Do Some Good"                    | 4 de janeiro de 2023    | 0.6                  | 6.76                   | 0.3         | 2.08                       | 0.9           | 8.84                         |
| 11 | "It Is What It Is, Until It Isn't"                      | 11 de janeiro de 2023   | 0.6                  | 6.80                   | 0.3         | 2.17                       | 0.9           | 8.97                         |
| 12 | "We All Know What They Say About Assumptions"           | 18 de janeiro de 2023   | 0.7                  | 6.95                   | 0.3         | 2.06                       | 0.9           | 9.01                         |
| 13 | "It's an Ill Wind That Blows Nobody Good"               | 15 de fevereiro de 2023 | 0.6                  | 6.74                   | —           | —                          | —             | —                            |
| 14 | "On Days Like Today... Silver Linings Become Lifelines" | 22 de fevereiro de 2023 | 0.6                  | 6.52                   | —           | —                          | —             | —                            |
| 15 | "Those Times You Have to Cross the Line"                | 1 de março de 2023      | 0.6                  | 6.57                   | —           | —                          | —             | —                            |
| 16 | "What You See Isn't Always What You Get"                | 22 de março de 2023     | 0.5                  | 6.60                   | —           | —                          | —             | —                            |
| 17 | "Know When to Hold and When to Fold"                    | 29 de março de 2023     | 0.5                  | 6.57                   | —           | —                          | —             | —                            |
| 18 | "I Could See the Writing on the Wall"                   | 5 de abril de 2023      | 0.5                  | 6.40                   | —           | —                          | —             | —                            |
| 19 | "Look Closely and You Might Hear the Truth"             | 3 de maio de 2023       | 0.5                  | 5.85                   | —           | —                          | —             | —                            |
| 20 | "The Winds of Change Are Starting to Blow"              | 10 de maio de 2023      | 0.4                  | 5.45                   | —           | —                          | —             | —                            |
| 21 | "Might Feel Like It's Time for a Change"                | 17 de maio de 2023      | 0.5                  | 5.61                   | —           | —                          | —             | —                            |
| 22 | "Does One Door Close and Another One Open?"             | 24 de maio de 2023      | 0.4                  | 5.55                   | —           | —                          | —             | —                            |

Notas
1. ↑  A audiência ao vivo+7 dias não estava disponível, portanto, a audiência ao vivo+3 dias foi usada.

## Lançamento em DVD
| Chicago Med – Season Eight                                                                            | | |                           |                           |                           |
| Detalhes do DVD                                                                                       | Detalhes do DVD                                                                                       | Detalhes do DVD                                                                                       | Características Especiais | Características Especiais | Características Especiais |
| - 22 episódios - 5 discos - Áudio em Inglês (Dolby Digital 5.1 Surround) - Legendas: Inglês e Francês | - 22 episódios - 5 discos - Áudio em Inglês (Dolby Digital 5.1 Surround) - Legendas: Inglês e Francês | - 22 episódios - 5 discos - Áudio em Inglês (Dolby Digital 5.1 Surround) - Legendas: Inglês e Francês | Não possui                | Não possui                | Não possui                |
| Datas de lançamento                                                                                   | | |                           |                           |                           |
| Região 1                                                                                              | Região 1                                                                                              | Região 2                                                                                              | Região 2                  | Região 4                  | Região 4                  |
| 22 de agosto de 2023                                                                                  | 22 de agosto de 2023                                                                                  | 27 de novembro de 2023                                                                                | 27 de novembro de 2023    |                           |                           |